# صوبة لاهور
صوبة لاهور (بالبنجابية: لہور دا صوبہ، الفارسية: صوبه لاهور) كانت واحدة من الصوبات الثلاث لسلطنة مغول الهند في منطقة البنجاب، إلى جانب مقاطعتي ملتان [الإنجليزية]
 ودلهي، والتي تشمل شمال ووسط وشرق البنجاب. أُنشئَت كواحدة من الـ 12 الصوبات الأصلية للإمبراطورية المغولية بموجب الإصلاحات الإدارية التي قام بها أكبر في عام 1580. في عام 1752، نقل السبحدار معين الملك [الإنجليزية]
 ولاءه إلى أحمد شاه دراني. توقفت المقاطعة عن الوجود كوحدة سياسية بعد وفاة أدينا بيك [الإنجليزية]
 في عام 1758، ودُمجَت أجزاء كبيرة منها في إمبراطورية دوراني. بشكل جماعي، تشكل صوبات ملتان [الإنجليزية]
 ولاهور، وأجزاء من صوبة دلهي [الإنجليزية]
، في "بنجاب المغول".

## العمارة

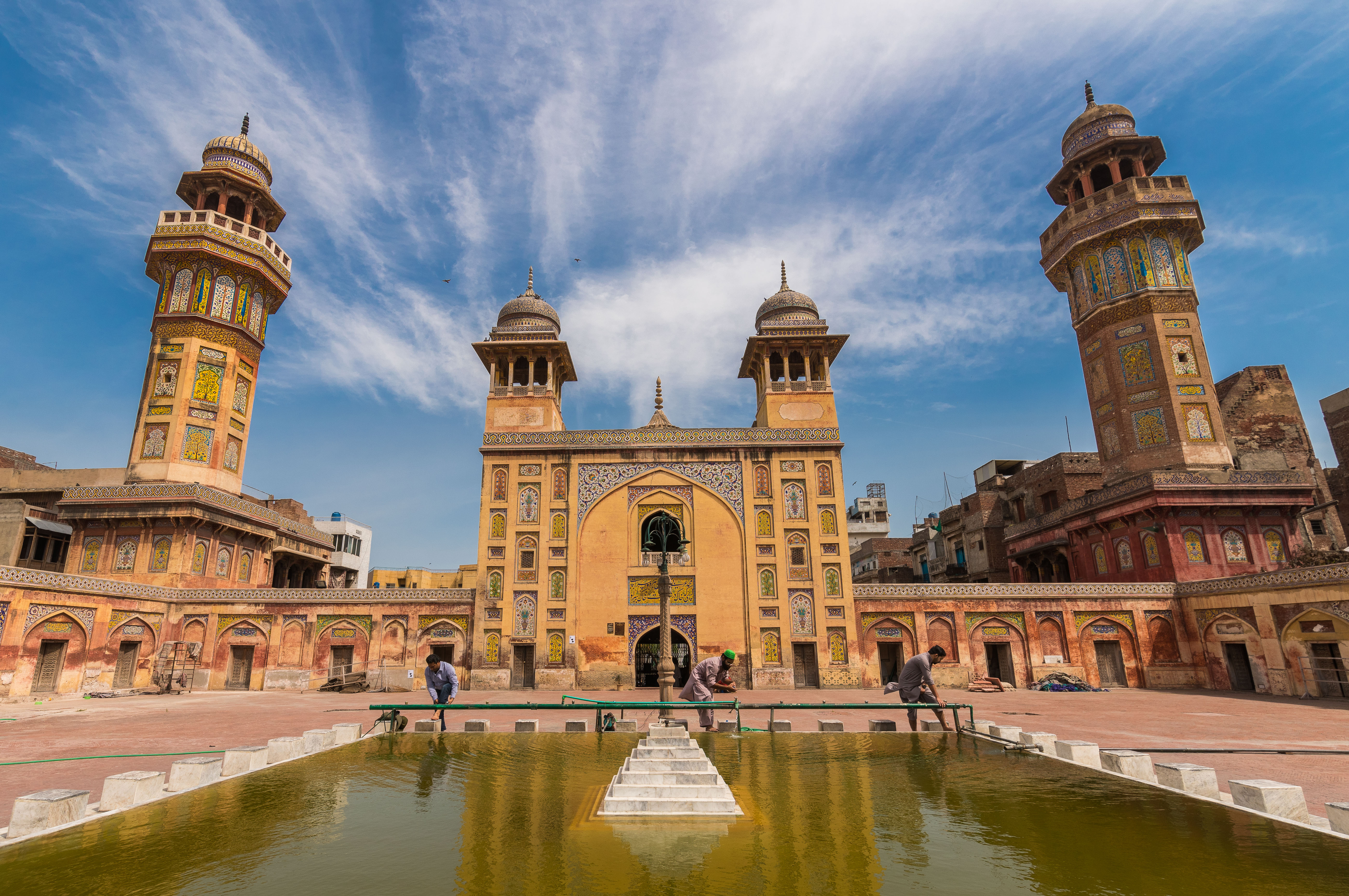
مسجد وزير خان
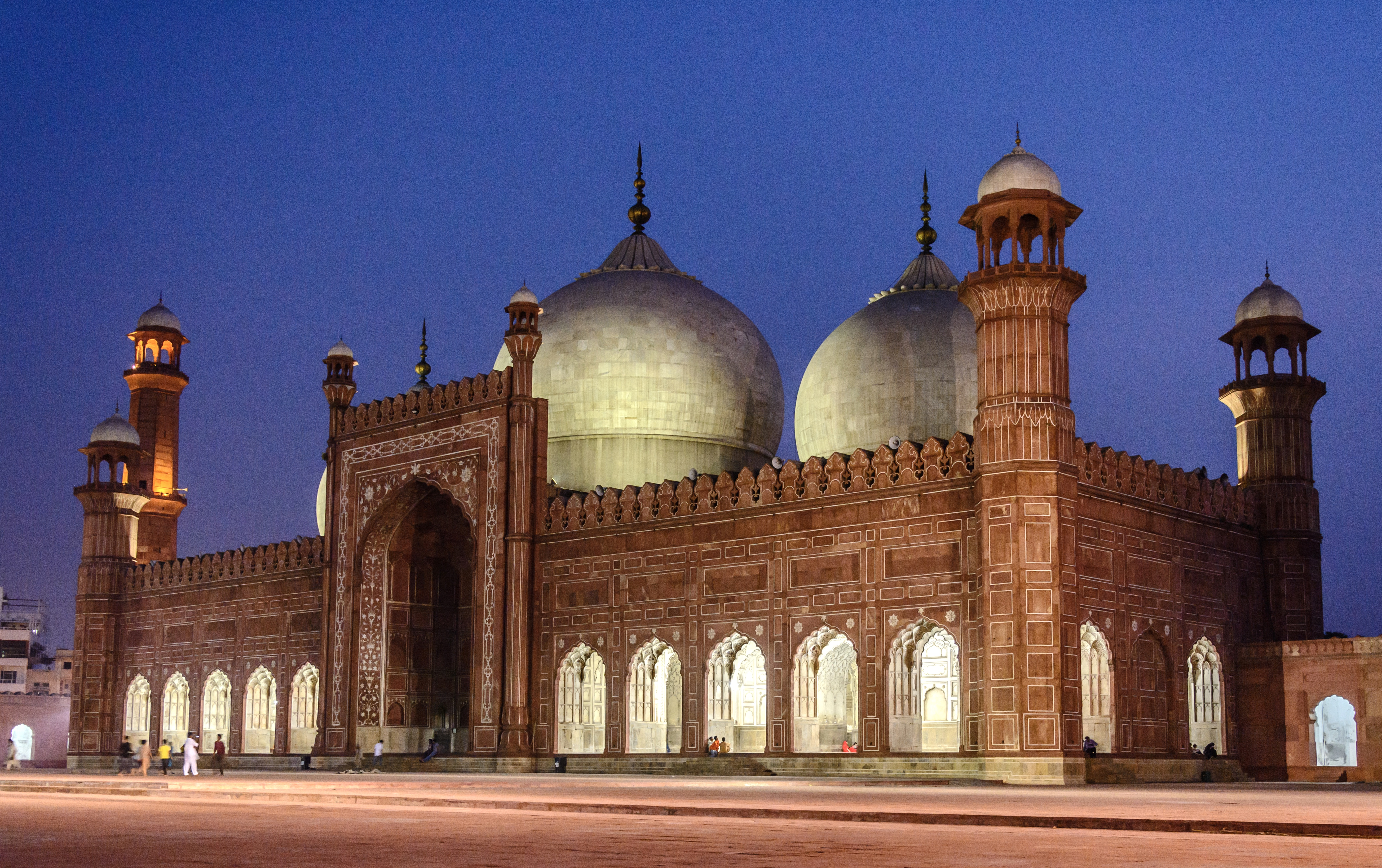
مسجد بادشاهي
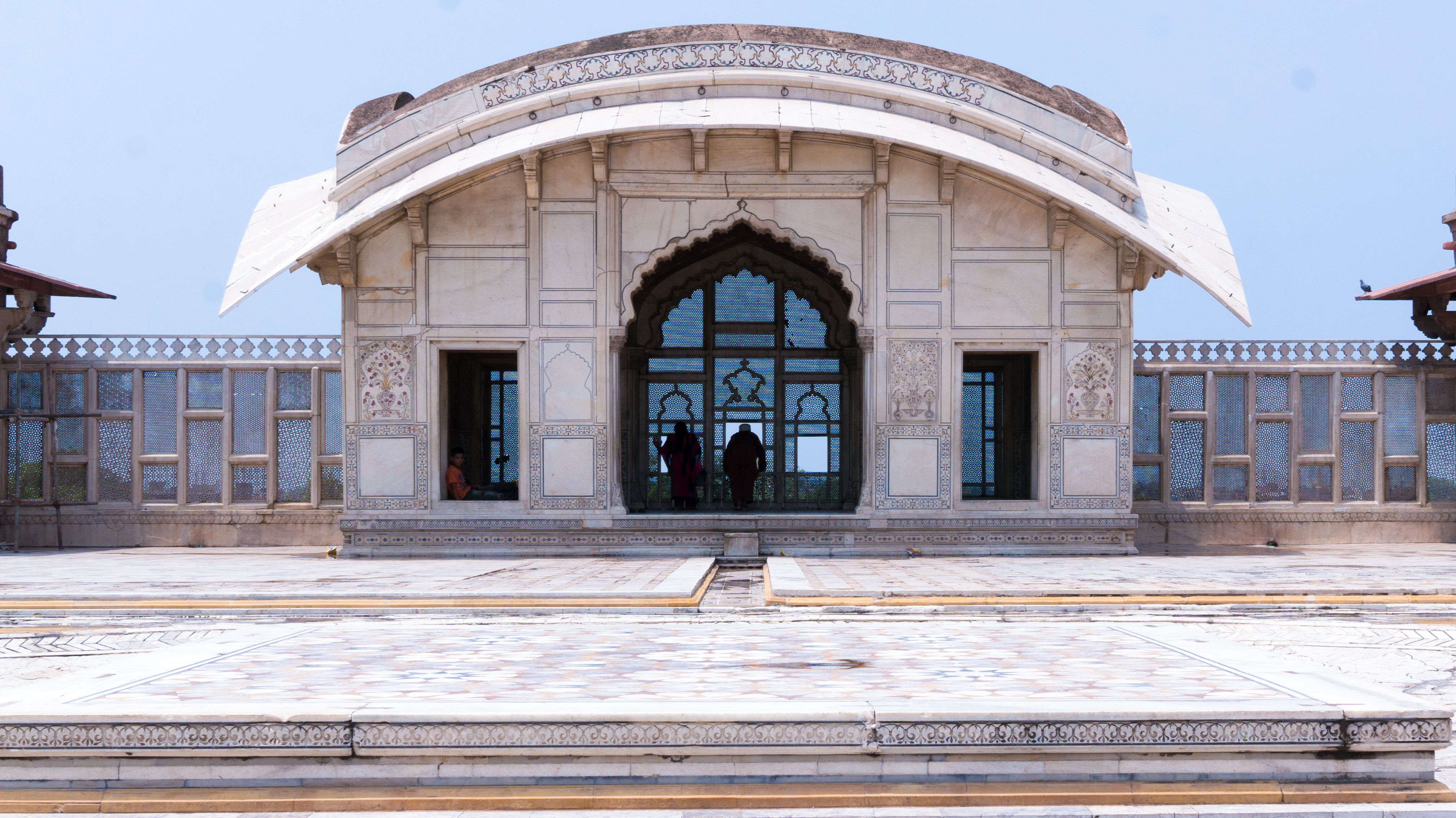
جناح ناولاكا [الإنجليزية]
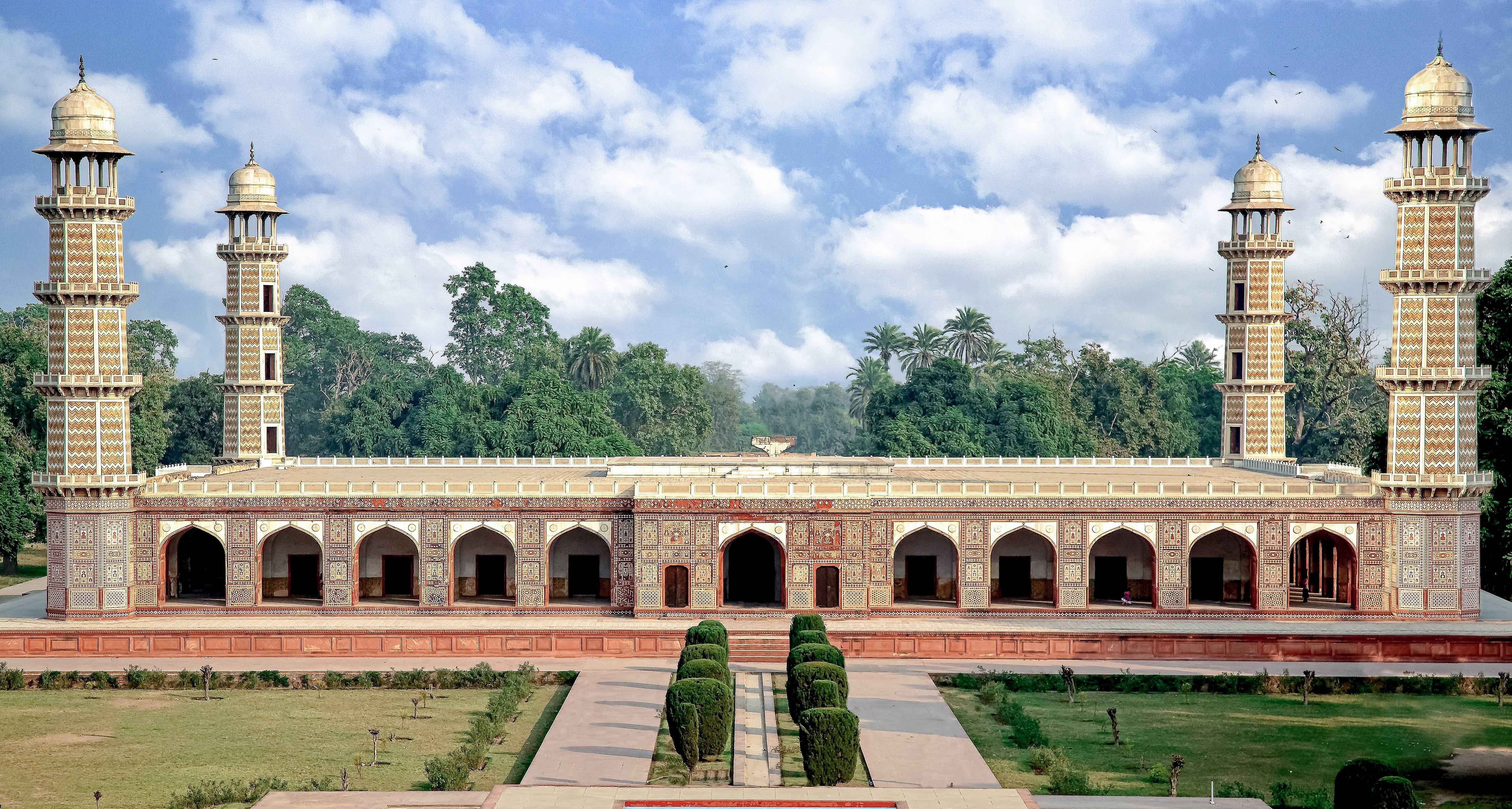
قبر جهانجير
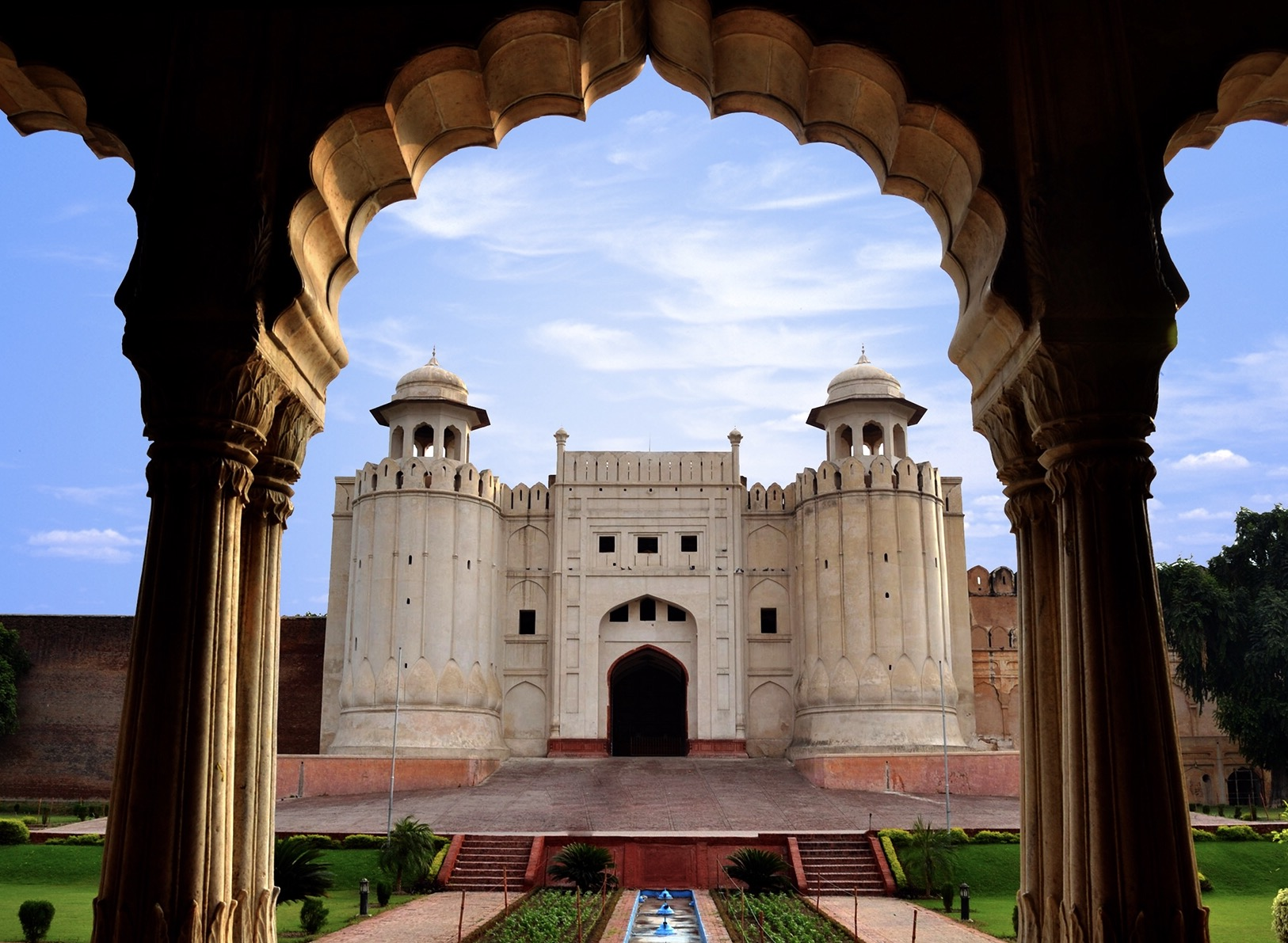
حصن لاهور
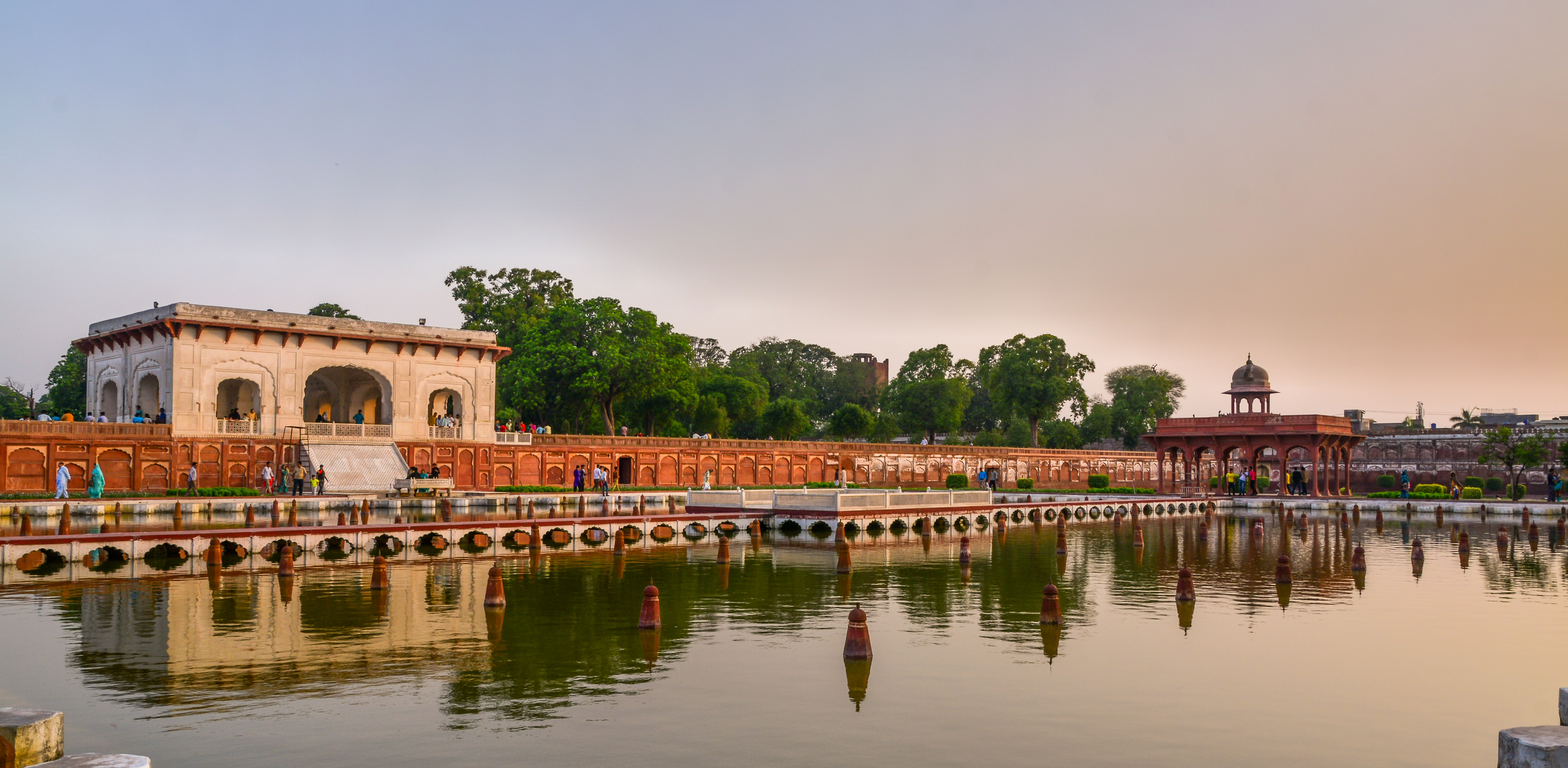
حدائق شاليمار

## طالع أيضًا
- صوبة ملتان [الإنجليزية]
- تاريخ البنجاب

## قراءة إضافية
- Irfan Habib (1999) [First published 1963]. The Agrarian System of Mughal India, 1556–1707 (ط. 2nd). Oxford University Press. ISBN:978-0-19-807742-8.
- ‘Allami، Abul Fazl-i- (1949). ‘عين أكبري. ترجمة: Jarrett، H.S.؛ Sarkar، Jadunath (ط. 2nd). Calcutta: Royal Asiatic Society of Bengal. ج. II.